# Рубин, Илья Давидович
Илья Давидович Рубин (26 августа 1924, Харьков — 5 марта 2013, Иерусалим) — советский и израильский художник.

## Биография
Был младшим из детей в семье Рубиных. На момент начала войны Илье ещё не исполнилось 18 лет, поэтому он не был призван в армию и уехал с родителями в эвакуацию на станцию Подгорная, под Семипалатинск. В 1942 году был призван в армию, попал в Рязанское артиллерийское офицерское училище в станице Талгар под Алма-Атой. В конце 1944 года Илья Рубин был направлен на 2-й Украинский фронт, в 9-й корпус прорыва. Части Ильи Рубина участвовали во взятии Будапешта и Вены. Войну закончил в Праге.
После демобилизации вернулся к родителям в Ташкент. В 1952 году окончил художественное училище и остался в нём преподавать. Позже поступил в Ташкентский театрально-художественный институт. После окончания института остался преподавать в нём до 1980 года.
С 1964 года — член Союза художников СССР. Участник многих персональных и групповых выставок. С 1991 года жил и работал в Иерусалиме. Картины художника хранятся в музеях и частных коллекциях Узбекистана, Грузии, Японии, Израиля и многих других странах мира.
Илья Рубин скончался 5 марта 2013 года в Иерусалиме.

## Семья
Илья Рубин был женат, у него две дочери — писатель Дина Рубина и скрипачка Вера Рубина (президент ассоциации музыкальных педагогов Массачусетса), трое внуков и правнучка.

## Галерея

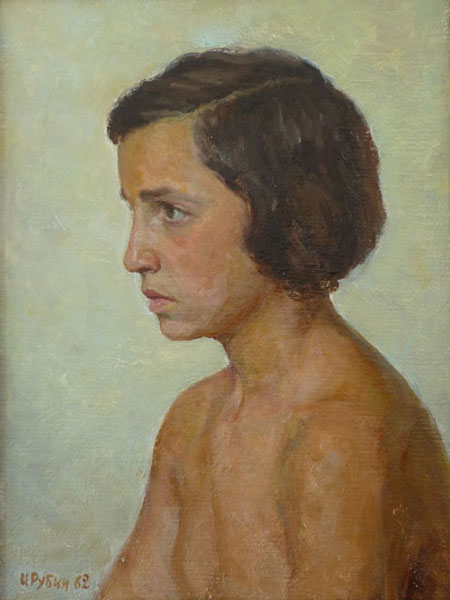
Портрет дочери, 1962
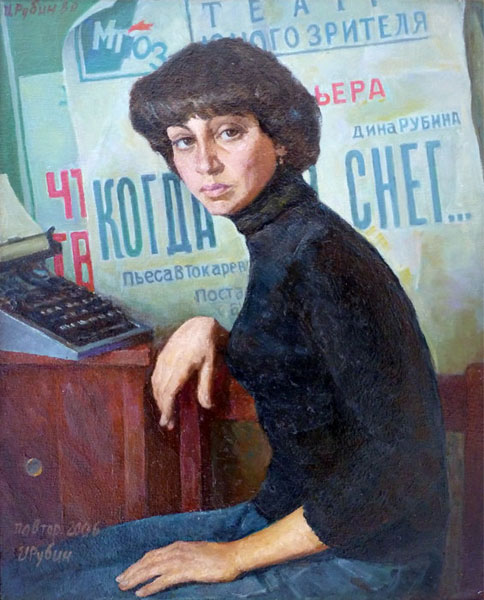
Портрет дочери, 1980-2006